# Die Unschuldigen (Film)
Die Unschuldigen ist ein französisches Filmdrama von André Téchiné aus dem Jahr 1987.

## Handlung
Eine Stadt im Süden Frankreichs. Die junge Altenpflegerin Jeanne erscheint überraschend zur Hochzeit ihrer Schwester Maité mit dem Araber Noureddine. Sie ist das erste Mal auf Reisen gewesen, sucht wenig Kontakt und weiß schon kurz nach der Ankunft, dass sie die Stadt hasst. Ihr eigentlicher Grund, ihre Kleinstadt im Norden zu verlassen, ist ihr taubstummer Bruder Alain, der nach dem Tod ihrer Eltern eigentlich bei ihr lebte, nun jedoch den Sommer über bei Maité war. Jeanne will Alain zurückholen, doch lehnt er es ab, mit Jeanne zu gehen.
Auf der Hochzeit lernt Jeanne den Dirigenten Klotz kennen, der Alain einmal zurück zu Maité gebracht hat, als er ausgerissen war. Er bereut es, hat er doch erkannt, dass der Junge einen unbändigen Freiheitswillen hat. Er hat sich immer wieder um ihn gekümmert. Als Alain nun am nächsten Morgen verschwunden ist, sucht Jeanne Klotz in der Hoffnung, dass Alain bei ihm ist. So lernt sie Klotz’ Sohn Stéphane kennen. Er hat nach einer Messerstecherei mehrere Monate im Koma gelegen und versucht seither, zurück ins Leben zu finden. Er ist immer noch schwach, lehnt jedoch die Fürsorge seiner Mutter ab. Gegen ihren Willen nimmt er sein Motorrad und bringt Jeanne ins Theater der Stadt, wo Klotz als Dirigent arbeitet. Im Theaterraum stehen beide plötzlich dem jungen Saïd gegenüber. Er hat Klotz gerade klargemacht, dass er Frankreich verlassen und nach Algier gehen wird; Klotz ist in Saïd verliebt und würde ihm folgen, doch lehnt der junge Mann eine Beziehung strikt ab. Jeanne hat Saïd schon bei ihrer Ankunft bei der Hochzeit kurz gesehen gehabt. Saïd sagt ihr nun, dass Alain bei ihm ist. Stéphane bricht kurz darauf ohnmächtig zusammen und wird im Krankenhaus behandelt. Jeanne, die junge Menschen eigentlich ablehnt, gesteht Stéphane kurz darauf, dass sie ihn geküsst hat, als er ohnmächtig war. Er erwidert, dass sie nicht wisse, wer er wirklich sei. Auch habe der Umstand, dass sie und Saïd sich offensichtlich kennen, für ihn alles verändert.
Jeanne sucht Alain in Saïds Hotelzimmer auf. Er reagiert aggressiv auf Jeanne, die in Tränen ausbricht. Sie nimmt sich schließlich ein Zimmer im selben Hotel, in dem auch Saïd mit Alain wohnt. Sie kauft sich ein Kleid und lässt sich die Haare abschneiden. Später sucht sie Stéphane auf. Sie hat sich in ihn und in die Stadt verliebt, auch wenn Stéphane aus der Stadt verschwinden will. Es wird deutlich, dass er in Machenschaften verstrickt ist. Im Laden von Stéphanes Mutter kommen er und Jeanne sich näher. Zurück im Hotel trifft Jeanne auf Saïd, der ihr eröffnet, mit Alain nach Algier gehen zu wollen. Jeanne fleht ihn an, Alain zurückzulassen. Als Saïd ihr ein Messer für Stéphane in die Hand drückt, will Jeanne mehr wissen. Er berichtet ihr, dass er Stéphane mit dem Messer angegriffen und schwer verletzt hat. Stéphane und seine algerierfeindliche Gang hatten zuvor das Hotel angezündet, in der Saïd und andere Algerier lebten. Ein Bekannter Saïds wurde dabei schwer verletzt, sodass Saïd Rache nahm. Stéphane war der einzige Angreifer, der beim Überfall nicht vermummt war.
Am nächsten Tag fliegt Saïd nicht wie geplant nach Algier, sondern bleibt in der Stadt. Alain hat er dennoch einen Brief hinterlassen, dass er alleine reisen werde. Der Junge stürzt sich daher ins Meer und beginnt hinauszuschwimmen; er kann erst durch die Küstenwache entkräftet gerettet werden. Saïd ruft Stéphane an und berichtet ihm, Jeanne alles über seine Vergangenheit erzählt zu haben. Zwar war Stéphane an dem Tag mit Jeanne verabredet, doch erscheint sie nicht. Ihrer Schwester gesteht sie später, sowohl Stéphane als auch Saïd zu lieben. Stéphane wiederum wendet sich an den Boss der fremdenfeindlichen Gang und setzt dessen Männer auf Saïd an. Sie warten vor seinem Hotel auf ihn. Stéphane fängt Saïd auf seinem Weg zum Hotel ab und warnt ihn. Saïd zwingt ihn, gemeinsam mit ihm zum Hotel zu gehen. Hier werden schließlich beide von den Killern erschossen.

## Produktion
Die Unschuldigen wurde vor allem in Toulon gedreht. Die Kostüme schuf Christian Gasc, die Filmbauten stammen von Zé Branco. In seiner Filmmusik bearbeitete Philippe Sarde ein populäres musikalisches Motiv aus dem 18. Jahrhundert. Marie-France singt im Film das Lied Prends-moi. Die Musik stammt von Philippe Sarde, der Text von André Téchiné.
Die Unschuldigen lief am 23. Dezember 1987 in den französischen Kinos an. In Deutschland wurde er erstmals am 1. April 1990 im BR gezeigt.

## Kritik
Für den film-dienst war Die Unschuldigen ein „ernstzunehmender, ausdrucksstark inszenierter und hervorragend fotografierter Film, der Fremdenhaß und Ausländerfeindlichkeit in Frankreich in einer spannenden Kinogeschichte verarbeitet.“ „Unbequeme Wahrheiten, raffiniert serviert“, konstatierte Cinema. Téchiné habe einen Film geschaffen, „der auf beeindruckende Weise Themen wie Rechtsextremismus, Ausländerfeindlichkeit und Homosexualität behandelt, und zum Nachdenken über das menschliche Miteinander anregt“, schrieb die Stuttgarter Zeitung.

## Auszeichnungen
Jean-Claude Brialy gewann 1988 einen César als Bester Nebendarsteller. Der Film erhielt vier weitere César-Nominierungen: in den Kategorien Bester Film, Beste Regie, Beste Filmmusik und Bester Ton (Jean-Louis Ughetto, Dominique Hennequin).